# Manos al aire
"Manos al aire" é o primeiro single do álbum Mi Plan, primeiro gravado totalmente em espanhol da Nelly Furtado.

## Lista de faixas
Digital download
1. "Manos al Aire" — 3:28

German 2-track
1. "Manos al Aire" — 3:28
2. "Manos al Aire" (Robbie Rivera Radio Mix) — 3:35

German maxi-single
1. "Manos al Aire" — 3:28
2. "Manos al Aire" (Robbie Rivera Radio Mix) — 3:35
3. "Manos al Aire" (Robbie Rivera Juicy Mix) — 7:07
4. "Manos al Aire" (Robbie Rivera Radio Mix Instrumental) — 3:33

German premium single
1. "Manos al Aire" — 3:28
2. "Manos al Aire" (Robbie Rivera Radio Mix) — 3:35
3. "Manos al Aire" (DJ Tiësto Remix) — 7:36
4. "Manos al Aire" (Urban Dmenace Remix) — 4:23
5. "Manos al Aire" (Video)

French 3-track
1. "Manos al Aire" — 3:28
2. "Manos al Aire" (Robbie Rivera Radio Mix) — 3:35
3. "Manos al Aire" (DJ Tiësto Remix) — 7:36

Club mixes
1. "Manos al Aire" (DJ Tiësto Remix) — 7:36
2. "Manos al Aire" (Robbie Rivera Juicy Mix) — 7:14
3. "Manos al Aire" (Robbie Rivera Radio Mix) — 3:35
4. "Manos al Aire" (Urban Dmenace Remix) — 4:23
5. "Manos al Aire" (Humby Remix) — 3:39

## Videoclipe
O videoclipe de "Manos Al Aire" estreou no dia 29 de julho na MTV e foi filmado em Toronto, no Canadá.
No clipe, Nelly esta conduzindo um veículo pelas ruas, o espectador logo percebe que Nelly não está envolvida em uma guerra real, mas sim uma guerra contra seu coração. Comforme o vídeo avança, ele tem uma reviravolta dramática de eventos e uma analogia de imagens, onde Nelly joga pra fora toda parte "emocional", armas, e pertences pessoais, quando ela desce do veículo e anda pela rua, lentamente, vai se livrando de todos seu equipamentos de proteção, carteira, bolsa, roupas, etc. Completamente vulnerável e com roupas diferentes do começo do video, Nelly chega a porta de seu namorado, o qual abre a porta e se mostra feliz pela coragem e pela inciativa tomada por Nelly de ir a seu encontro.

## Posições nas paradas musicais

### Paradas semanais
| Parada (2009–10)                               | Melhor posição |
| ---------------------------------------------- | -------------- |
| Áustria (Ö3 Austria Top 75)                    | 5              |
| Bélgica (Ultratop 50 da Valônia)               | 20             |
| República Checa (Rádio Top 100)                | 2              |
| Europa (Billboard European Hot 100 Singles)    | 8              |
| França (SNEP)                                  | 20             |
| O campo songid é OBRIGATÓRIO PARA PARADA ALEMÃ | 2              |
| Hungria (Rádiós Top 40)                        | 8              |
| Itália (FIMI)                                  | 2              |
| Países Baixos (Single Top 100)                 | 92             |
| Eslováquia (Rádio Top 100)                     | 25             |
| Espanha (PROMUSICAE)                           | 9              |
| Suíça (Schweizer Hitparade)                    | 6              |
| Estados Unidos (Billboard Hot Latin Songs)     | 1              |
| US Latin Tropical Songs (Billboard)            | 1              |
| Estados Unidos (Billboard Dance Club Songs)    | 26             |

### Paradas de fim-de-ano
| Parada (2009)                   | Posição |
| ------------------------------- | ------- |
| Austrian Singles Chart          | 44      |
| German Singles Chart            | 35      |
| Hungarian Airplay Chart         | 56      |
| Italian Singles Chart           | 24      |
| Swiss Singles Chart             | 51      |
| U.S. Billboard Hot Latin Tracks | 15      |

## Histórico de lançamento
| Região         | Data                   | Formato                       | Gravadora              |
| -------------- | ---------------------- | ----------------------------- | ---------------------- |
| Reino Unido    | 26 de junho de 2009    | Digital download              | Universal Music Latino |
| Internet       | 29 de junho de 2009    | Official radio premiere       | Universal Music Latino |
| Bélgica        | 29 de junho de 2009    | Digital download              | Universal Music        |
| França         | 29 de junho de 2009    | Digital download              | Universal Music        |
| Portugal       | 29 de junho de 2009    | Digital download              | Universal Music        |
| Suíça          | 29 de junho de 2009    | Digital download              | Universal Music        |
| Espanha        | 30 de junho de 2009    | Digital download              | Universal Music        |
| Áustria        | 31 de junho de 2009    | Digital download, maxi-single | Universal Music        |
| Itália         | 10 de julho de 2009    | Digital download              | Universal Music        |
| Alemanha       | 31 de julho de 2009    | CD single                     | Universal Music        |
| Bélgica        | 25 de agosto de 2009   | Remixes EP                    | Universal Music Latino |
| Canadá         | 8 de setembro de 2009  | Remixes EP                    | Universal Music Latino |
| Estados Unidos | 8 de setembro de 2009  | Remixes EP                    | Universal Music Latino |
| Reino Unido    | 10 de setembro de 2009 | Remixes EP                    | Universal Music Latino |
| Portugal       | 14 de setembro de 2009 | Remixes EP                    | Universal Music Latino |